# 迦罗
迦羅（Kālá，kāla，國際音標：kɑːˈlə），又譯為迦攞，梵文單字，字面意思為時間。
它也有黑色的意思，也是一種黑色衣冠金剛力士的名字，漢譯黑大將、黑將等。它也是閻摩與濕婆的名字之一。

## 字義
在梵文中，迦羅有兩個意思：
1. kāla，當成顏色使用時，它是暗色、黑色、深藍色的意思。陰性形態為kālī。
2. kāla，有時間的意思。意指某一段時間、某個特定時間點、時間，引伸為宿命、命運、死亡等。陰性形態為kālā。它源自於動詞字根 kal，意為計算。在古印度計時單位中，一個 kālá相當於 144秒。

另一個單字，三摩耶，也有時間的意思。

## 神明名稱
在 Skanda Purāṇa及Skanda Purāṇa中，當迦羅被使用作為神明的名稱時，它的兩個意思之間並沒有明顯的區分，要依照上下文而定。在 Skanda Purāṇa，濕婆及雪山女神的對話中，提到Mahākāla，就可以被譯為「偉大的死亡者」或「偉大的黑暗」等，中文通常譯為大黑天。
時間被神格化，成為一個神明後，它也代表死亡，以及能夠摧毀一切的力量，經常被認為是閻摩的另一個名字。

## 學派
時論認為，時間為一種實體，常住不變，為一切事物之因。